# آلبا برلین

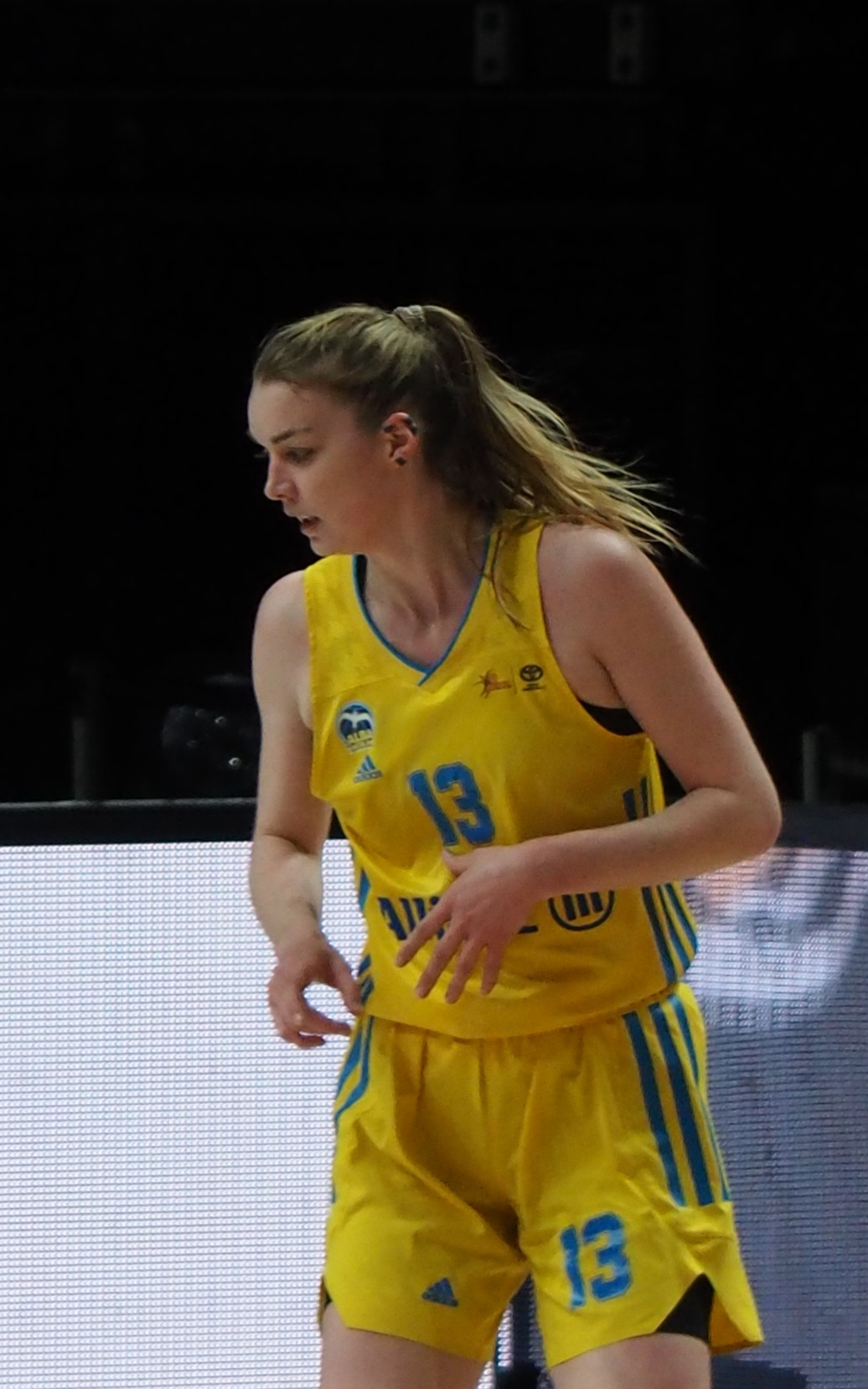
ویبکه شوارتاو بازیکن آلبا برلین در فصل ۲۰۲۲

آلبا برلین (انگلیسی: Alba Berlin) یک باشگاه حرفه‌ای بسکتبال مستقر در برلین، آلمان است. این باشگاه در سال ۱۹۹۱ تأسیس شد و امروز به عنوان بزرگترین باشگاه ملی بسکتبال آلمان است. آلبا تا به حال ۸ بار قهرمان لیگ آلمان شده‌است.